# شهرستان لونگچوان، گوانگ‌دونگ
لانگچوان (به لاتین: Longchuan County, Guangdong) یک شهرستان در جمهوری خلق چین است که در هیوان واقع شده‌است.

## خصوصیات
لانگچوان ۳٬۰۸۹ کیلومترمربع مساحت و ۸۷۰٬۰۰۰ نفر جمعیت دارد.